# Circuito Mundial de Voleibol de Praia de 2021
Circuito Mundial de Voleibol de Praia de 2021 foi uma série de competições internacionais organizadas pela Federação Internacional de Voleibol (FIVB). A temporada de 2021 teve início em 22 de fevereiro, ocorrendo a partir do dia primeiro para o naipe masculino no torneio uma estrela no Catar e a partir do dia oito de março para o naipe feminino na categoria quatro estrelas também no Catar; cujo anúncio foi divulgado em 22 de janeiro do ano em curso, demais torneios serão anunciado com a confirmação do restante do Calendário deste circuito; também com controle de medidas de segurança durante o enfretamento na Pandemia de COVID-19.

## Cronograma
Eventos
| Finais do Circuito Mundial (FIVB World Tour Finals) |
| Torneio categoria 5 estrelas/Major Series           |
| Torneio categoria 4 estrelas                        |
| Torneio categoria 3 estrelas                        |
| Torneio categoria 2 estrelas                        |
| Torneio categoria 1 estrela                         |

### Masculino
| Torneio                                                                       | Ouro                                             | Placar                              | Prata                                          | Bronze                                                   | Placar                              | Quarto lugar                                     |
| Aberto de Doha Doha,Catar De 23 a 26 de fevereiro de 2021                     | CatarCherif Younousse · Ahmed Tijan              | 2x0 Relatório (21–15, 21–19)        | Suíça Quentin Métral · Yves Haussener          | RússiaPavel Shustrov · Alexey Gusev                      | 2x1 Relatório (19–21, 21–15, 19–17) | TurquiaMurat Giginoğlu · Volkan Göğtepe          |
| Copa de Voleibol de Katara Doha, Catar De 8 a 12 de março de 2021             | ChéquiaOndřej Perušič · David Schweiner          | 2x0 Relatório (21–16, 21–19)        | BrasilEvandro Gonçalves · Gustavo Carvalhaes   | Estados UnidosJake Gibb · Taylor Crabb                   | 2x0 Relatório (21–9, 23–21)         | Estados UnidosNick Lucena · Phil Dalhausser      |
| Cancun Hub- I Evento Cancún, México De 16 a 20 de abril de 2021               | NoruegaAnders Mol · Christian Sørum              | 2x0 Relatório (21–19, 22–20)        | CatarCherif Younousse · Ahmed Tijan            | ChéquiaOndřej Perušič · David Schweiner                  | 2x0 Relatório (21–18, 21–12)        | ÁustriaMartin Ermacora · Moritz Pristauz         |
| Cancun Hub- II Evento Cancún, México De 22 a 26 de abril de 2021              | NoruegaAnders Mol · Christian Sørum              | 2x0 Relatório (21–18, 21–18)        | CatarCherif Younousse · Ahmed Tijan            | BrasilAlison Cerutti · Álvaro Filho                      | 2x0 Relatório (21–17, 21–17)        | ItáliaEnrico Rossi · Adrian Carambula            |
| Cancun Hub- III Evento Cancún, México De 28 de abril a 2 de maio de 2021      | CatarCherif Younousse · Ahmed Tijan              | 2x0 Relatório (21–15, 21–12)        | RússiaKonstantin Semenov · Ilya Leshukov       | Estados UnidosNick Lucena · Phil Dalhausser              | 2x0 Relatório (21–19, 21–15)        | ItáliaEnrico Rossi · Adrian Carambula            |
| Aberto de Sófia - I Evento Sófia, Bulgária De 20 a 23 de maio de 2021         | RússiaAleksandr Kramarenko · Maksim Hudyakov     | 2x0 Relatório (21–18, 21–13)        | PolóniaMaciej Rudoł · Jakub Nowak              | PortugalJoão Pedrosa · Hugo Campos                       | 2x0 Relatório (25–23, 21–15)        | PolóniaJędrzej Brożyniak · Piotr Janiak          |
| Aberto de Sochi Sochi, Rússia De 26 a 30 de maio de 2021                      | PolóniaPiotr Kantor · Bartosz Łosiak             | 2x1 Relatório (17–21, 23–21, 15–10) | CatarCherif Younousse · Ahmed Tijan            | Países BaixosSteven van de Velde · Christiaan Varenhorst | 2x1 Relatório (21–16, 26–28, 15–9)  | ItáliaEnrico Rossi · Adrian Carambula            |
| Aberto de Ostrava Ostrava, Chéquia De 2 a 6 de junho de 2021                  | Países BaixosAlexander Brouwer · Robert Meeuwsen | 2x1 Relatório (13-21, 21–19, 15–13) | ChéquiaOndřej Perušič · David Schweiner        | BrasilAndré Loyola Stein · George Wanderley              | 2x1 Relatório (27–25, 25–18)        | RússiaViacheslav Krasilnikov · Oleg Stoyanovskiy |
| Aberto de Sófia - II Evento Sófia, Bulgária De 10 a 13 de junho de 2021       | RússiaPetr Bakhnar · Valeriy Samoday             | 2x0 Relatório (21–17, 21–19)        | PortugalJoão Pedrosa · Hugo Campos             | ItáliaSamuele Cottafava · Gianluca Dal Corso             | 2x0 Relatório (21–19, 23–21)        | ItáliaJakob Windisch · Tobia Marchetto           |
| Aberto de Gstaad Gstaad, Suíça De 6 a 11 de julho de 2021                     | Países BaixosStefan Boermans · Yorick de Groot   | 2x1 Relatório (23–21, 19–21, 15–10) | CatarCherif Younousse · Ahmed Tijan            | RússiaViacheslav Krasilnikov · Oleg Stoyanovskiy         | 2x0 Relatório (21–16, 21–12)        | RússiaNikita Lyamin · Taras Myskiv               |
| Aberto de Rubavu Rubavu, Ruanda De 14 a 18 de julho de 2021                   | Estados UnidosChaim Schalk · Theodore Brunner    | 2x0 Relatório (25–23, 21–15)        | Estados UnidosChase Budinger · Troy Field      | RússiaAleksandr Kramarenko · Maksim Hudyakov             | 2x0 Relatório (21–11, 21–15)        | RússiaDaniil Kuvichka · Anton Kislytsyn          |
| Aberto de Leuven Leuven, Bélgica De 15 a 18 de julho de 2021                  | BélgicaDries Koekelkoren · Tom van Walle         | 2x1 Relatório (20–22, 21–18, 15–13) | FrançaArnaud Loiseau · Tom Altwies             | EslovêniaDanijel Pokeršnik · Crtomir Bošnjak             | 2x1 Relatório (21–10, 17–21, 15–11) | FrançaTimothée Platre · Liam Patte               |
| Aberto de Sófia - III Evento Sófia, Bulgária De 15 a 18 de julho de 2021      | PolóniaMateusz Florczyk · Jakub Szalankiewicz    | 2x1 Relatório (17–21, 21–14, 15–0)  | BrasilVinícius Gomes · Matheus Maia            | RússiaPetr Bakhnar · Valeriy Samoday                     | 2x0 Relatório (21–19, 21–16)        | SérviaMilos Milic · Lazar Kolaric                |
| Aberto de Liubliana Liubliana, Eslovênia De 29 de julho a 1 de agosto de 2021 | LituâniaPatrikas Stankevičius · Audrius Knašas   | 2x0 Relatório (21–14, 21–12)        | EslovêniaAlan Košenina · Rok Bračko            | SérviaMiloš Milić · Lazar Kolarić                        | 2x0 Relatório (21–19, 21–16)        | SuéciaMartin Appelgren · Alexander Herrmann      |
| Aberto de Sófia - IV Evento Sófia, Bulgária De 5 a 8 de agosto de 2021        | Países BaixosDirk Boehlé · Mart van Werkhoven    | 2x1 Relatório (21–12, 10–21, 16–14) | ItáliaGianluca Dal Corso · Tobia Marchetto     | ItáliaTiziano Andreatta · Andrea Abbiati                 | 2x1 Relatório (29–31, 21–18, 15–9)  | RússiaDmitrii Veretiuk · Artem Yarzutkin         |
| Aberto de Cortegaça Cortegaça, Portugal De 12 a 15 de agosto de 2021          | InglaterraJavier Bello · Joaquin Bello           | 2x1 Relatório (17–21, 21–15, 15–8)  | PortugalJoão Pedrosa · Hugo Campos             | PortugalRoberto Reis · Sebastião Alves                   | 2x1 Relatório (16–21, 21–17, 15–9)  | ÁustriaJakob Reiter · Michael Murauer            |
| Aberto de Budapeste Budapeste, Hungria De 19 a 22 de agosto de 2021           | FinlândiaJyrki Nurminen · Santeri Sirén          | 2x0 Relatório (21–19, 21–17)        | ItáliaGianluca Dal Corso · Tobia Marchetto     | IsraelEylon Elazar · Netanel Ohana                       | 2x1 Relatório (15–21, 21–15, 17–15) | SérviaMiloš Milić · Lazar Kolarić                |
| Aberto de Praga Praga, República Tcheca De 19 a 22 de agosto de 2021          | ChéquiaOndřej Perušič · David Schweiner          | 2x1 Relatório (21–17, 17–21, 15–9)  | AlemanhaPhilipp Bergmann · Yannick Harms       | SuéciaDavid Åhman · Jonatan Hellvig                      | 2x1 Relatório (21–17, 19–21, 15–8)  | DinamarcaKristoffer Abell · Jacob Brinck         |
| Aberto de Montpellier Montpellier, França De 24 a 29 de agosto de 2021        | FrançaQuincy Ayé · Arnaud Gauthier-Rat           | 2x1 Relatório (14–21, 26–24, 15–13) | SérviaĐorđe Klašnić · Lazar Kolarić            | LetôniaArdis Bedrītis · Arturs Rinkēvičs                 | 2x1 Relatório (11–21, 21–12, 15–6)  | ÁustriaFelix Friedl · Maximilian Trummer         |
| Aberto de Varsóvia Varsóvia, Polônia De 2 a 5 de setembro de 2021             | FinlândiaJyrki Nurminen · Santeri Sirén          | 2x0 Relatório (21–10, 21–15)        | PolóniaMilosz Kruk · Jakub Szalankiewicz       | Países BaixosLeon Luini · Thijs Nijeboer                 | 2x0 Relatório (21–14, 21–19)        | IsraelRiver Day · Kevin Cuzmiciov                |
| Aberto de Apeldoorn Apeldoorn, Países Baixos De 8 a 12 de setembro de 2021    | PolóniaJakub Zdybek · Pawel Lewandowski          | 2x1 Relatório (21–19, 16–21, 15–12) | Países BaixosRuben Penninga · Matthew Immers   | ArgentinaTomás Capogrosso · Bautista Amieva              | 2x0 Relatório (21–11, 21–16)        | AlemanhaLui Wüst · Robin Sowa                    |
| Aberto de Cervia Cervia, Itália De 9 a 12 de setembro de 2021                 | ItáliaJakob Windisch · Samuele Cottafava         | 2x0 Relatório (23–21, 21–16)        | Estados UnidosMiles Evans · Troy Field         | FinlândiaJyrki Nurminen · Santeri Sirén                  | 2x0 Relatório (21–14, 21–16)        | ÁustriaFelix Friedl · Maximilian Trummer         |
| Aberto de Nijmegen Nijmegen, Países Baixos De 16 a 19 de setembro de 2021     | Estados UnidosMiles Evans · Troy Field           | 2x0 Relatório (21–17, 21–15)        | Países BaixosStefan Boermans · Sam van Der Loo | InglaterraJavier Bello · Joaquin Bello                   | 2x1 Relatório (21–18, 19–21, 15–11) | ÁustriaJulian Hörl · Florian Schnetzer           |
| Finais do Circuito Mundial Cagliari, Itália De 6 a 10 de outubro de 2021      | NoruegaAnders Mol · Christian Sørum              | 2x0 Relatório (22–20, 23–21)        | ChéquiaOndřej Perušič · David Schweiner        | Países BaixosSteven van de Velde · Christiaan Varenhorst | 2x0 Relatório (23–21, 21–17)        | ItáliaPaolo Nicolai · Daniele Lupo               |
| Aberto de Itapema Itapema, Brasil De 10 a 14 de novembro de 2021              | BrasilAndré Loyola Stein · George Wanderley      | 2x0 Relatório (29–27, 21–17)        | BrasilVitor Felipe · Renato Andrew             | ÁustriaChristoph Dressler · Alexander Huber              | 2x1 Relatório (16–21, 21–19, 16–14) | ItáliaAlex Ranghieri · Daniele Lupo              |

### Feminino
| Torneio                                                                       | Ouro                                              | Placar                              | Prata                                           | Bronze                                            | Placar                              | Quarto lugar                                   |
| Copa de Voleibol de Katara Doha, Catar De 8 a 12 de março de 2021             | Estados UnidosApril Ross · Alexandra Klineman     | 2x0 Relatório (22-20, 21-18)        | CanadáSarah Pavan · Melissa Humana-Paredes      | BrasilÁgatha Bednarczuk · Eduarda Santos Lisboa   | 2x0 Relatório (21-13, 21-14)        | Estados UnidosKelley Kolinske · Emily Stockman |
| Cancun Hub- I Evento Cancún, México De 16 a 20 de abril de 2021               | BrasilTalita Antunes · Taiana Lima                | 2x1 Relatório (19–21, 24–22, 15-10) | CanadáSarah Pavan · Melissa Humana-Paredes      | BrasilÁgatha Bednarczuk · Eduarda Santos Lisboa   | 2x0 Relatório (37-35, 21-16)        | AlemanhaChantal Laboureur · Cinja Tillmann     |
| Cancun Hub- II Evento Cancún, México De 22 a 26 de abril de 2021              | BrasilÁgatha Bednarczuk · Eduarda Santos Lisboa   | 2x0 Relatório (21–15, 21–19)        | RússiaNadezda Makroguzova · Svetlana Kholomina  | Estados UnidosApril Ross · Alexandra Klineman     | 2x0 Relatório (21–17, 21–17)        | Países BaixosSanne Keizer · Madelein Meppelink |
| Cancun Hub- III Evento Cancún, México De 28 de abril a 2 de maio de 2021      | AustráliaTaliqua Clancy Mariafe Artacho           | 2x1 Relatório (19–21, 22–20, 16–14) | BrasilÁgatha Bednarczuk · Eduarda Santos Lisboa | Estados UnidosApril Ross · Alexandra Klineman     | 2x0 Relatório (21–16, 21–15)        | CanadáSarah Pavan · Melissa Humana-Paredes     |
| Aberto de Sófia - I Evento Sófia, Bulgária De 20 a 23 de maio de 2021         | Estados UnidosAlexandra Wheeler · Corinne Quiggle | 2x0 Relatório (21–18, 21–16)        | VenezuelaNorisbeth Agudo · Gabriela Brito       | ÁustriaDorina Klinger · Ronja Klinger             | 2x0 Relatório (21–17, 21–14)        | ChipreErika Nyström · Daria Gusarova           |
| Aberto de Sochi Sochi, Rússia De 26 a 30 de maio de 2021                      | Estados UnidosKelly Claes · Sarah Sponcil         | 2x0 Relatório (21–19, 21–17)        | Suíça Tanja Hüberli · Nina Betschart            | RússiaNadezda Makroguzova · Svetlana Kholomina    | 2x0 Relatório (21–18, 21–11)        | LetôniaTīna Graudiņa · Anastasija Kravčenoka   |
| Aberto de Ostrava Ostrava, Chéquia De 2 a 6 de junho de 2021                  | Estados UnidosKelly Claes · Sarah Sponcil         | 2x0 Relatório (21–18, 21–15)        | Suíça Joana Heidrich · Anouk Vergé-Dépré        | BrasilBárbara Seixas · Carol Solberg              | 2x0 Relatório (21-15, 21-16)        | CanadáSarah Pavan · Melissa Humana-Paredes     |
| Aberto de Sófia - II Evento Sófia, Bulgária De 10 a 13 de junho de 2021       | UcrâniaAnhelina Khmil · Tetiana Lazarenko         | 2x0 Relatório (21–17, 21–15)        | VenezuelaNorisbeth Agudo · Gabriela Brito       | Estados UnidosAlexandra Wheeler · Corinne Quiggle | 2x0 Relatório (21–15, 21–11)        | ÁustriaDorina Klinger · Ronja Klinger          |
| Aberto de Gstaad Gstaad, Suíça De 6 a 11 de julho de 2021                     | BrasilÁgatha Bednarczuk · Eduarda Santos Lisboa   | 2x0 Relatório (23–21, 21–18)        | BrasilAna Patrícia Ramos · Rebecca Cavalcante   | CanadáSarah Pavan · Melissa Humana-Paredes        | 2x1 Relatório (21–13, 13–21, 17–15) | LetôniaTīna Graudiņa · Anastasija Kravčenoka   |
| Aberto de Rubavu Rubavu, Ruanda De 14 a 18 de julho de 2021                   | Estados UnidosSara Hughes · Emily Day             | 2x1 Relatório (19–21, 21–13, 16–14) | AlemanhaChantal Laboureur · Sarah Schulz        | AlemanhaSvenja Müller · Sarah Schneider           | 2x0 Relatório (21–19, 21–19)        | UcrâniaValentyna Davidova · Diana Lunina       |
| Aberto de Leuven Leuven, Bélgica De 15 a 18 de julho de 2021                  | Estados UnidosSusannah Muno · Christian Jones     | 2x1 Relatório (17–21, 21–11, 18–16) | AlemanhaAnna-Lena Grüne · Chenoa Christ         | BélgicaSarah Cools · Lisa Van Den Vonder          | 2x0 Relatório (21–21, 21–15)        | BélgicaMaud Catry · Els Vandesteene            |
| Aberto de Sófia - III Evento Sófia, Bulgária De 22 a 25 de julho de 2021      | ItáliaMargherita Bianchin · Claudia Scampoli      | 2x0 Relatório (21–12, 21–18)        | CanadáSophie Bukovec · Camille Saxton           | BélgicaSarah Cools · Lisa van den Vonder          | 2x0 Relatório (21–0, 21–0)          | UcrâniaInna Makhno · Anna Shumeiko             |
| Aberto de Liubliana Liubliana, Eslovênia De 29 de julho a 1 de agosto de 2021 | ChéquiaMartina Williams · Marie-Sára Štochlová    | 2x0 Relatório (21–18, 27–25)        | Países BaixosEmma Piersma · Brecht Piersma      | ItáliaMargherita Bianchin · Claudia Scampoli      | 2x0 Relatório (21–18, 21–19)        | BélgicaSarah Cools · Lisa van den Vonder       |
| Aberto de Sófia - IV Evento Sófia, Bulgária De 5 a 8 de agosto de 2021        | EstóniaHeleene Hollas · Liisa Soomets             | 2x0 Relatório (21–17, 21–18)        | ItáliaChiara They · Margherita Bianchin         | ItáliaSara Breidenbach · Claudia Scampoli         | 2x1 Relatório (21–16, 21–14)        | PolóniaJagoda Gruszczyńska · Kinga Legieta     |
| Aberto de Cortegaça Cortegaça, Portugal De 12 a 15 de agosto de 2021          | Nova ZelândiaAlice Zeimann · Shaunna Polley       | 2x1 Relatório (19–21, 21–15, 15–7)  | Países BaixosEmma Piersma · Brecht Piersma      | EspanhaNazaret Florián · Nuria Bouza              | 2x0 Relatório (21–17, 22–20)        | Países BaixosWies Bekhuis · Nadine Everaert    |
| Aberto de Praga Praga, Chéquia De 19 a 22 de agosto de 2021                   | BrasilElize Maia · Thâmela Coradello              | 2x0 Relatório (21–18, 21–16)        | Suíça Esmée Böbner · Zoé Vergé-Dépré            | BrasilAndressa Cavalcanti · Vitória Mendonça      | 2x0 Relatório (21–19, 21–18)        | UcrâniaValentyna Davidova · Diana Lunina       |
| Aberto de Budapeste Budapeste, Hungria De 19 a 22 de agosto de 2021           | ItáliaChiara They · Sara Breidenbach              | 2x0 Relatório (21–13, 21–17)        | ChipreErika Nyström · Daria Gusarova            | UcrâniaAnhelina Khmil · Tetiana Lazarenko         | 2x1 Relatório (21–19, 23–25, 15–12) | IsraelSofia Starikov · Anita Dave              |
| Aberto de Brno Brno, Chéquia De 26 a 29 de agosto de 2021                     | Estados UnidosBetsi Flint · Emily Day             | 2x0 Relatório (21–13, 21–8)         | ChéquiaMartina Williams · Marie-Sára Štochlová  | AlemanhaCinja Tillmann · Svenja Müller            | 2x0 Relatório (21–14, 22–20)        | Nova ZelândiaAlice Zeimann · Shaunna Polley    |
| Aberto de Koropove Koropove, Ucrânia De 2 a 5 de setembro de 2021             | IsraelSofia Starikov · Anita Dave                 | 2x0 Relatório (23–21, 21–16)        | ÁustriaFranziska Friedl · Eva Pfeffer           | UcrâniaAnhelina Khmil · Tetiana Lazarenko         | 2x0 Relatório (21–10, 21–14)        | UcrâniaVeronika Zhukova · Anastasiya Nagorna   |
| Aberto de Apeldoorn Apeldoorn, Países Baixos De 8 a 12 de setembro de 2021    | AlemanhaAnna-Lena Grüne · Sarah Schulz            | 2x0 Relatório (23–21, 21–11)        | Países BaixosEsmee Priem · Iris Reinders        | AlemanhaLea Kunst · Nele Schmitt                  | 2x0 Relatório (21–16, 21–15)        | Países BaixosWies Bekhuis · Nadine Everaert    |
| Aberto de Cervia Cervia, Itália De 9 a 12 de setembro de 2021                 | ItáliaChiara They · Sara Breidenbach              | 2x1 Relatório (22–20, 18–21, 15–12) | Estados UnidosMolly Turner · Terese Cannon      | EslovêniaTjasa Kotnik · Tajda Lovsin              | 2x0 Relatório (21–13, 21–15)        | ItáliaGiulia Rubini · Giada Godenzoni          |
| Aberto de Madrid Madrid, Espanha De 16 a 19 de setembro de 2021               | EspanhaPaula Soria · María Belén Carro            | 2x0 Relatório (21–14, 21–15)        | EslovêniaTjasa Kotnik · Tajda Lovsin            | UcrâniaAnhelina Khmil · Tetiana Lazarenko         | 2x1 Relatório (17–21, 21–18, 15–13) | FinlândiaIda Sinisalo · Sara Sinisalo          |
| Aberto de Nijmegen Nijmegen, Países Baixos De 16 a 19 de setembro de 2021     | Estados UnidosDelaney Knudsen · Terese Cannon     | 2x1 Relatório (21–14, 18–21, 15–8)  | AlemanhaAnna-Lena Grüne · Sarah Schulz          | Suíça Annik Stähli · Mara Betschart               | 2x1 Relatório (13–21, 21–19, 15–11) | FrançaAline Chamereau · Clémence Vieira        |
| Finais do Circuito Mundial Cagliari, Itália De 6 a 10 de outubro de 2021      | AlemanhaKarla Borger · Julia Sude                 | 2x0 Relatório (21–13, 23–21)        | CanadáSarah Pavan · Melissa Humana-Paredes      | Estados UnidosApril Ross · Alexandra Klineman     | 2x0 Relatório (21–8, 21–17)         | RússiaNadezda Makroguzova · Svetlana Kholomina |
| Aberto de Itapema Itapema, Brasil De 10 a 14 de novembro de 2021              | BrasilÁgatha Bednarczuk · Eduarda Santos Lisboa   | 2x0 Relatório (25–23, 21–13)        | BrasilTaiana Lima · Hegeile Almeida             | Estados UnidosSara Hughes · Terese Cannon         | 2x1 Relatório (9–21, 21–18, 15–9)   | BrasilTainá Bigi · Victoria Lopes              |

## Quadro de medalhas
| Ordem | País           | Medalha de ouro | Medalha de prata | Medalha de bronze | Total |
| ----- | -------------- | --------------- | ---------------- | ----------------- | ----- |
| 1     | Estados Unidos | 10              | 3                | 7                 | 20    |
| 2     | Brasil         | 6               | 6                | 6                 | 18    |
| 3     | Itália         | 4               | 3                | 4                 | 11    |
| 4     | Países Baixos  | 3               | 5                | 3                 | 11    |
| 5     | Chéquia        | 3               | 3                | 1                 | 7     |
| 6     | Polónia        | 3               | 2                | 0                 | 5     |
| 7     | Noruega        | 3               | 0                | 0                 | 3     |
| 8     | Alemanha       | 2               | 4                | 3                 | 8     |
| 9     | Catar          | 2               | 4                | 0                 | 6     |
| 10    | Rússia         | 2               | 2                | 5                 | 9     |
| 11    | Finlândia      | 2               | 0                | 1                 | 3     |
| 12    | França         | 1               | 1                | 0                 | 2     |
| 13    | Ucrânia        | 1               | 0                | 3                 | 4     |
| 14    | Bélgica        | 1               | 0                | 2                 | 4     |
| 15    | Espanha        | 1               | 0                | 1                 | 2     |
| 15    | Inglaterra     | 1               | 0                | 1                 | 2     |
| 15    | Israel         | 1               | 0                | 1                 | 2     |
| 18    | Austrália      | 1               | 0                | 0                 | 1     |
| 18    | Estónia        | 1               | 0                | 0                 | 1     |
| 18    | Lituânia       | 1               | 0                | 0                 | 1     |
| 18    | Nova Zelândia  | 1               | 0                | 0                 | 1     |
| 22    | Suíça          | 0               | 4                | 1                 | 5     |
| 22    | Canadá         | 0               | 4                | 1                 | 5     |
| 24    | Portugal       | 0               | 2                | 2                 | 4     |
| 24    | Eslovênia      | 0               | 2                | 2                 | 4     |
| 26    | Venezuela      | 0               | 2                | 0                 | 2     |
| 27    | Áustria        | 0               | 1                | 2                 | 3     |
| 28    | Sérvia         | 0               | 1                | 1                 | 2     |
| 29    | Chipre         | 0               | 1                | 0                 | 1     |
| 30    | Argentina      | 0               | 0                | 1                 | 1     |
| 30    | Letônia        | 0               | 0                | 1                 | 1     |
| 30    | Suécia         | 0               | 0                | 1                 | 1     |
|       |                | 48              | 48               | 48                | 144   |